# Semiothisa promiscuata
Semiothisa promiscuata là một loài bướm đêm trong họ Geometridae.